# Metepeira grandiosa
Metepeira grandiosa är en spindelart som beskrevs av Chamberlin och Ivie 1941. Metepeira grandiosa ingår i släktet Metepeira och familjen hjulspindlar. Inga underarter finns listade i Catalogue of Life.